# Jean-René Marsac
Jean-René Marsac, né le 21 avril 1954 à Béganne (Morbihan), est un homme politique français, membre du PS, élu député dans la quatrième circonscription d'Ille-et-Vilaine pour la XIIIe législature (2007-2012).

## Biographie
Il obtient une maitrise d'histoire en 1976 à l'université Rennes 2 en soutenant un mémoire sur « Bains au 19e siècle : la propriété et les propriétaires ». Il complète cette formation par un DESS en économie sociale et cadre de direction obtenu à l'université Rennes 2 en 2002. Jean-René Marsac est spécialiste de l'insertion par l'activité économique et de la formation professionnelle. 
Après quelques missions d'enseignement, il dirige, à partir de 1979, un centre de formation et de promotion sociale implanté à Redon. Il participe à la fondation de la COORACE (Coordination des associations d'aide aux chômeurs par l'emploi), dont il a été successivement président de 1985 à 1988, puis secrétaire général de 1988 à 1992 et de 1996 à 2000.
Il a été adjoint au maire de Redon de 1983 à 1995. Conseiller régional de Bretagne de 1998 à 2010, il a été à partir de 2004 membre de la commission permanente, délégué à l'économie sociale et solidaire, président de la commission « développement économique et recherche ».
Déjà candidat aux élections législatives en 1993, il succède à Alain Madelin (UMP), député sortant ne se représentant pas, en recueillant 52,93 % des suffrages à l'issue du 2e tour des élections législatives le 17 juin 2007 face à son adversaire Loïc Aubin (UMP).
Après être passé par la commission de la Défense, il est actuellement membre de la commission des affaires étrangères. Président du Groupe d'amitié parlementaire avec le Burundi, il est aussi, depuis février 2011, président du Groupe d'Etudes sur l’Économie sociale à l'Assemblée Nationale.
Il est désigné rapporteur pour avis au nom de sa commission pour le projet de loi relatif à l'économie sociale et solidaire, qui est adopté par les deux chambres parlementaires ; la  Loi du 31 juillet 2014 est publiée au Journal Officiel du 1er août 2014.
Il soutient Benoît Hamon au second tour de la primaire citoyenne de 2017.

## Mandats
- 1983 à 1995 : Adjoint au maire de Redon (1er adjoint de 1989 à 1995).
- 1998 à 2010 : Conseiller régional de Bretagne.
- 2001 à 2007 : Conseiller municipal de Redon (opposition).
- 2007 à 2017 : Député d'Ille-et-Vilaine.